# Aiden Butterworth
Aiden Butterworth (sinh ngày 7 tháng 11 năm 1961) là một cựu cầu thủ bóng đá người Anh thi đấu cho Leeds United và Doncaster Rovers.